# チジック・レコード
チジック・レコード (Chiswick Records) は、かつて存在したイギリスの独立系レコードレーベル。チジックは、「イギリスにおいて、ほぼ十年ぶりに出現した、本当の意味での『インディ』・レーベル」であった。このレーベルは、「パンク時代 (punk era)」において「重要な意義のある (significant)」存在だったとされている。このレーベルからは、ビリー・ブラッグ、カースティ・マッコール、シェイン・マガウアン、後のシンプル・マインズの前身となったバンド、ジョー・ストラマーなどが、最初期のレコードを出した。

## 沿革
このレーベルを創始したのは、ロジャー・アームストロング (Roger Armstrong) とテッド・キャロル (Ted Carroll) で、1975年にロック・オン・レコード (Rock On Records) 傘下で、レーベルの立ち上げにあたった。その後、間もなく、トレヴァー・チャーチル (Trevor Churchill) が加わり、スウィフト・レコード (Swift Records Ltd.) として法人化された。2年後、チジック・レコードはEMIとのライセンス契約の下に入った。傘下のレーベルとしてエース・レコードが1978年に設立され、チジックは1983年に廃業し、カタログはエース・レコード (Ace Records Ltd.) の所有するところとなった。
このレーベルからは、ダムド、モーターヘッド、レディオスターズ、スニッフ・アンド・ザ・ティアーズなどが、ヒットした。
このレーベルは、所属するバンドを紹介するサンプラーのコンピレーション・アルバムを多数リリースしていた。その代表的なものには、『Submarine Tracks & Fool's Gold (Chiswick Chartbusters Volume One)』（1977年）や、『Long Shots, Dead Certs And Odds On Favourites (Chiswick Chartbusters Volume Two)』（1978年）がある。

## おもなアーティスト
- Albania
- アマゾーブレイズ（英語版）
- カウント・ビショップス（英語版）
- ダムド
- ドクター・フィールグッド - アルバム『Fast Women and Slow Horses』（1982年）
- Drug Addix - カースティ・マッコールが所属していたバンド（参照：en:Kirsty MacColl#Early career）
- ゴリラズ（英語版）
- ジャッコ・ジャクジク
- Jeff Hill
- ジョニー・モープド（英語版）
- Johnny & the Self Abusers - シンプル・マインズの前身（参照：en:Simple Minds#Life in a Day）
- The Jook
- Kid Rogers and the Henchmen
- Killerhertz...
- リトル・ボブ・ストーリー（フランス語版）
- マッチボックス（英語版）
- モーターヘッド
- ニップル・エレクターズ（英語版）
- The 101'ers（ザ・ワンオーワナーズ）
- ザ・ラジエーターズ・フロム・スペース/ザ・ラジエーターズ（英語版）（ダブリン）
- レディオスターズ
- Riff Raff - ビリー・ブラッグが所属していたバンド
- The Rings - トゥインク（英語版）が所属していたバンド（参照：en:Twink (musician)#The Rings and punk）
- スニッフ・アンド・ザ・ティアーズ
- ロッキー・シャープ・アンド・ザ・レイザーズ（英語版）
- スクリュードライバー（英語版）
- TVスミス（英語版）
- The Stukas
- ザ・テーブル（英語版）
- Whirlwind